# Dexter Lewis
Dexter Lewis (sinh ngày 2 tháng 2 năm 1981 ở Cahuita de Talamanca) là một thủ môn bóng đá người Costa Rica thi đấu cho Limon.

## Sự nghiệp câu lạc bộ
Lewis có màn ra mắt với đội hạng hai Sagrada Familia và Primera División vào ngày 7 tháng 5 năm 2000 cho Limonense trước San Carlos. Anh cũng thi đấu cho Cartaginés và Ramonense trước khi gia nhập Pérez Zeledón.
Ngày 8 tháng 3 năm 2015, Lewis ghi bàn thắng đầu tiên vào lưới As Puma.

## Sự nghiệp quốc tế
Lewis khoác áo 2 lần cho Đội tuyển bóng đá quốc gia Costa Rica, màn ra mắt diễn ra trong trận giao hữu với New Zealand ngày 24 tháng 3 năm 2007.